# Macrobiotus alekseevi
Macrobiotus alekseevi är en djurart som tillhör fylumet trögkrypare, och som beskrevs av Denis Tumanov 2005. Macrobiotus alekseevi ingår i släktet Macrobiotus och familjen Macrobiotidae. Inga underarter finns listade i Catalogue of Life.